# Морозов, Иван Дмитриевич (Герой Советского Союза)
Иван Дмитриевич Морозов (3 февраля 1923, д. Ивановка, Амурская область — 26 августа 1966, Киев) — командир пулемётного отделения 296-го гвардейского стрелкового полка 98-й гвардейской стрелковой дивизии 37-го гвардейского стрелкового корпуса 7-й армии Карельского фронта, гвардии старшина. Герой Советского Союза.

## Биография
Родился 3 февраля 1923 года в деревне Ивановка ныне Шимановского района Амурской области в крестьянской семье. Русский. Член ВКП(б)/КПСС с 1944 года. Окончил 9 классов. Учился во Владивостокском художественном училище.
В Военно-Морском Флоте с 1940 года. В Красной Армии с 1941 года, призван Хабаровским горвоенкоматом. После обучения в воздушно-десантных частях комсомолец гвардии старшина Иван Морозов в июне 1944 года прибыл на Карельский фронт в составе 37-го гвардейского стрелкового корпуса. В это время он служил командиром пулемётного отделения 296-го гвардейского стрелкового полка 98-й гвардейской стрелковой дивизии.
В первый день наступления, 21 июня 1944 года, после артиллерийской подготовки, была проведена ложная переправа через реку Свирь. Из массы добровольцев командованием были отобраны для участия в этой сложной операции 16 наиболее подготовленных воинов-гвардейцев. В числе гвардейцев-комсомольцев, героев переправы, был и гвардии старшина Иван Морозов.
Под беспрерывным и сильным артиллерийско-миномётным огнём врага одним из первых достиг вражеского берега. Когда на берег вышли остальные боевые товарищи, Иван Морозов проложил проход в проволочных и минных заграждениях противника, гранатами уничтожил снайпера и шесть вражеских солдат и первым ворвался в прибрежную траншею. Организовав оборону захваченного плацдарма, группа гвардейцев способствовала быстрой переправе через реку штурмовых групп и развитие наступления вглубь обороны противника.
Указом Президиума Верховного Совета СССР от 21 июля 1944 года за образцовое выполнение боевых заданий командования и проявленные при этом геройство и мужество гвардии старшине Морозову Ивану Дмитриевичу присвоено звание Героя Советского Союза с вручением ордена Ленина и медали «Золотая Звезда».
После войны отважный воин демобилизован. Жил в городе Владивостоке Приморского края. С 1961 года жил в Городе-Герое Киеве, где и скончался 26 августа 1966 года.
Награждён орденом Ленина, медалями.